# Irma Goecke
Irma Goecke (* 23. Juli 1895 in Paris; † 1976 in München) war eine deutsche Tapisseriekünstlerin.

## Leben
Aufgewachsen in Frankreich und Belgien zog sie 1914 nach dem Tod des belgischen Vaters zusammen mit ihrer Schwester und ihrer deutschen Mutter zur Familie ihrer Mutter nach Düsseldorf. Von 1914 besuchte sie die Kunstgewerbeschule Düsseldorf, 1916 und 1917 die Unterrichtsanstalten des Kunstgewerbemuseums in Berlin. Sie wurde dann als erste Frau in die Kunstakademie Düsseldorf aufgenommen und studierte bei Ernst Aufseeser Gebrauchsgrafik. In dieser Zeit entwickelte sich ihr Interesse für Stickerei und Bildwirkerei. Von 1918 bis 1920 betrieb sie ein eigenes Atelier für Textilentwurf und Ausführung in Düsseldorf. 1919 war sie Gründungs- und Vorstandsmitglied der Künstlergruppe Das Junge Rheinland und Mitglied der Rheinischen Sezession. Von 1920 bis 1940 leitete sie die Textilfachklasse an der Kunstgewerbeschule in Dortmund, von 1940 bis 1960 die Fachklasse für Textilkunst an der Akademie der Bildenden Künste Nürnberg. Von 1941 bis 1966 war sie künstlerische Leiterin der Nürnberger Gobelin-Manufaktur, wo sie mit documenta-Künstlern wie Ernst Wilhelm Nay, Fritz Winter und Herbert Bayer zusammenarbeiten und Gobelins nach ihren Entwürfen fertigen konnte.
Am 18. Februar 1941 beantragte Goecke die Aufnahme in die NSDAP und wurde zum 1. April desselben Jahres aufgenommen (Mitgliedsnummer 8.266.616). Sie produzierte Gobelins für das Reichsparteitagsgelände und für SS-Unterkünfte. 1943 nahm sie mit dem Gobelin Weltesche an der Großen Deutschen Kunstausstellung in München teil, den Hermann Göring für 3500 RM erwarb.
Nach Ende des Zweiten Weltkriegs wurde Goecke von den US-amerikanischen Besatzungsbehörden des Amtes enthoben, bei der Entnazifizierung wurde sie zunächst als Mitläuferin eingestuft. Am 9. Mai 1961 erhielt sie den bayerischen Verdienstorden und die Silbermedaille der Stadt Paris.